# كريستيان فورشتيغوت غيلرت
كرستيان فورشتيجوت جيلرت (بالألمانية: Christian Fürchtegott Gellert) 
أديب ألماني وفيلسوف أخلاقي من عصر التنوير ولد في 4 يوليو 1715 في هاينيشن – ومات في 13 ديسمبر 1769 في لايبزج كان أثناء حياته يعتبر إلى جانب كريستيان فيلكس فايسه أكثر الكتاب الألمان في عدد قرائهم.

## حياته

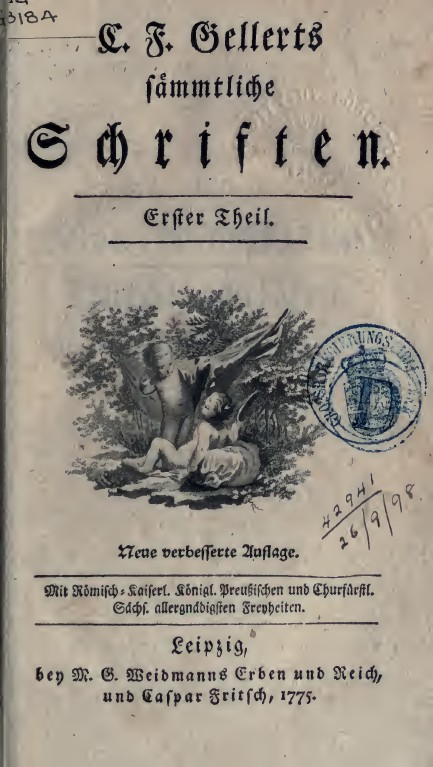
C. F. Gellerts sämmtliche Schriften. Teil 1 (1775)

نشأ جيلرت الابن الخامس بين ثلاث عشرة من الأبناء للقسيس كريستيان جيلرت (1671 – 1747) والأم يوهانا سالومه جيلرت (مولودة بلقب شوتس 1681 – 1759) ونشأ في ظروف فقيرة في هاينيشن في زاكسن. ورغم ذلك الفقر فقد استطاع أن يلتحق في سنة 1729 بمدرسة سانت أفرا الأميرية في مايسن. كان أخوه الأكبر كريستليب إيرجوت جيلرت متخصصا في علم المعادن والتعدين.
درس اللاهوت والتاريخ والأدب والفلسفة في جامعة لايبزج بين عامي 1934 و 1938 ثم توقف عن الدراسة بسبب قلة ماله. ثم عمل واعظا ثم مدرسا منزليا لدي أسرة الأمير فون لوتيشاو بالقرب من دريسدن.
نشرأولى قصائده وهي بعنوان «أودة إلى مروج اليوم في روسيا». وهي من شعر المناسبات.
وكان من كتاب صحيفة «مقالات جديدة في الاستمتاع بالعقل والفكاهة» التي كانت تصدر في بريمن، كما أنه اقترب حينذاك من دائرة جوتشد.
واطلع في تلك الفترة على الأدبين الفرنسي والإنجليزي. كذلك شارك في ترجمة موسوعة Bayles التي هاجمها يوهان كريستوف جوتشد. استطاع أن ينهى دراسته في سنة 1744 برسالة دكتوراه حول نظرية وتاريخ الفابولا.
كانت صحته معتلة لفترة طويلة، وكان مريضا بمرض الهيبوكندريا (توهم وجود مرض غير موجود). ورغم أن جيلرت كان يريد ان يصبح قسيسا إلا أنه وجد في الأدب إمكانية ان يصبح معلما. وقد تعرف وهو ما زال طالبا في مايسن على جوتليب فيلهلم رابينر الذي سيصبح كاتبا ساخرا فيما بعد، وتعرف وهو في الجامعة في لايبزج على الأخوين شليجل والشاعر جلايم. واستمرت صداقته بهم طيلة حياته، وكانوا رفقاء له في أعماله العلمية والأدبية.
في عام 1745 بدأ إلقاء محاضرات في لايبزج حول الشعر والفصاحة والأخلاق. وفي عام 1751 عين أستاذا غير دائم في مادة الفلسفة وظل يعمل من حينها أستاذا جامعيا.
وخلال حرب السبعة أعوام تناول تجاربه الحالمة في كتابه «أغاني وأودات دينية» 1757. ولم تستطع فترات الاستجمام والنزهات إلى برلين وكارلسباد ودريسدن تحسين حالته الصحية والنفسية. وفي عام 1761 رفض بسبب سوء صحته كرسيا دائما لتدريس الفلسفة. وقد لاقت محاضراته حول الأخلاق اهتماما كبيرا من معاصريه. وكانت من الأشياء المشهورة في الجامعة، وكانت القاعة التي يلقي فيها محاضراته مليئة عن آخرها.
وكان جوته من بين المستمعين له. وقال: «التمجيد والحب اللذان كان يتمتع بهما من جانب الشبان يفوقان التصور، وكنت أحضر له واستمعت له وأنا في قمة السعادة. كان ضئيل الجسم ممشوقا غير نحيل، رقيقا حزين العينين ذي جبين جميل، وفم دقيق ووجه بيضاوي مستحسن: فكان فيه كل شيء جعله مستلطفا ومحبوبا لدى الحاضرين له. وكان حرصه ضروريا، فهو يقضي كل يومه في أن يكون الناس الذيين يفكرون في الاقتراب منه، يستمعون له ويسعدون بحديثه». كما أنه وصف تعاليمه الأخلاقية في كتابه الشهير «الأدب والحقيقة» بأنها «أساس للثقافة الأخلاقية الألمانية».
وكان جيلرت حلقة وصل بين عصر التنوير وعصر الحساسية الذي تلاه، وكان المواطن المثالي حسب رأيه هو الذي يجمع بين التنوير والحساسية في شخصيته. وتمثل قيم الحب والصداقة والتعاطف مرتبطة بالعقل بالنسبة لجيلرت الأسس الثابتة للحياة البشرية.
وظل جيلرت بقية حياته في لايبزج وكرس سنواته الأخيرة بعد عام 1951 لمجاله التعليمي في الجامعة وكان يكتب نادرا. ولم يعد يملك جيلرت ما يقوله للجيل الجديد. ويبقى تأثيره كحلقة وصل بين عصرين وككاتب شعبي وممهد للكلاسيكية موضع خلاف حتى يومنا هذا.
توفي في 13 ديسمبر 1769 في لايبزج وكان لاهوتيا وفيلسوفا وأديبا، كما أنه ما زال معروفا في أيامنا تلك من خلال الكتب المدرسية باعتباره كاتب فابولات. وكان واحدا من أكثر الكتاب المقروئين في عصره والمؤثرين على معاصريه.
وتم دفنه مع أخيه فريدريش ليبريشت كبير مفوض البريد (10 نوفمبر 1711 – 8 يناير 1770) والذي توفي بعد شهر واحد فقط من وفاة اخيه، في مقبرة يوهانيس القديمة في لايبزج. وفي عام 1900 تم نقل رفات كلا الأخوين إلى مدفن كنيسة يوهانيس. وبعد التدمير الذي حدث في الحرب العالمية الثانية نقلا في عام 1949 إلى كنيسة الجامعة. وبعد تفجيرها في عام 1968 وجدوا مثواهما الأخير في مقبرة لايبزج الجنوبية.

## إنتاجه الأدبي
بدأ جيلرت نشر أعماله الأدبية أثناء فترة الدراسة. وبلغ إنتاجه ذروته بين عامي 1740 – 1750 . وتعتبر أعماله – وخاصة فابولاته – في الفترة بين التنوير والحساسية والعاصفة والاندفاع من أكثر الأعمال التي قرات في ألمانيا. وخلال تأثيره الواسع ساهم في بناء جمهور قارئ كبير في ألمانيا، ومهد بذلك الطريق لأدباء الأجيال التالية.
وربط في أعماله بين الأغراض التعليمية والأخلاقية وبين التسلية الفكرية. وكتب في كل الأجناس الأدبية وأضاف إليها روحا جديدة. وأصبحت على يديه الفابولات من أكثر الأجناس الأدبية شعبية بين القراء الألمان. ورايته «حياة الدوقة السويدية فون جيم» أولى الروايات البرجوازية، وبفضله أصبحت الرواية جنسا أدبيا راقيا بعد أن عانت التجاهل والإهمال. وقد ساهم في معالجاته لفن كتابة الخطاب في وضع مبادئ أسلوبية وهي الطبيعية والبساطة والوضوح.
تميزت مسرحياته الهزلية بإفساحها المجال لأول مرة لشخصيات برجوازية مع بيئتها بالظهور على المسارح. رواية حياة الدوقة فون جيم تتخذ من الاخلاق البرجوازية موضوعا لها، وكانت من روايات الرسائل الأولى في ألمانيا. (قارن صوفيا فون لا روش) «تاريخ الآنسة فون شتيرنهايم»).
أثنى ليسنج بصفة خاصة على أسلوب رسائله المتبادلة، ووصفه فيلاند بأنه «المفضل لديه». وقد قام العديد من الملحنين الموسيقيين بتلحين بعض من أشعاره في كتاب «أغاني وأودات دينية» ومنهم كارل فيليب إيمانويل باخ ويوزف هايدن ولودفيج فان بيتهوفن.
كان جيلرت أثناء حياته بروفيسورا كما كان شاعرا محبوبا بشكل غير عادي، كما أنه لم يتلق أي نقد يذكر. لكن هذا ما لبث أن تغير بعد وفاته. فكتاب العاصفة والاندفاع حطوا من قيمته ووصفوه بأنه متوسط القيمة وأنه أديب ذو نظرة أخلاقية محدودة صارمة وأنه يكتب لتربية بنات قساوسة الريف.

## أعماله
- بجوار فابولاته وقصصه ومعالجاته وأحاديثه ومحاضراته فقد نشر:
- الراهبات التقيات (مسرحية هزلية 1745)
- الراهبات الرقيقات (مسرحية هزلية 1747)
- حياة الدوقة السويدية جيم (روايو رسائل)
- أغاني وأودات دينية 1757
- أفكار عن خطاب ألماني جيد 1742
- أغاني 1743
- الرابطة (مسرحية رعاة 1744)
- سيلفيا 1745
- المرأة المريضة (مسرحية هزلية 1746)
- فابولات وقصص (في جزأين 1746 – 1748)
- النبوءة (مسرحية غنائية لحنها يوهان آدم هيلر 1753)
- قصائد تعليمية وقصص 1754
- مجموعة كتابات متفرقة 1756
- قصص غير مكتملة من حياتي 1760
- مذكرات من العام 1761
- محاضرات أخلاقية 1770

## روابط خارجية
- كريستيان فورشتيغوت غيلرت على موقع الموسوعة البريطانية (الإنجليزية)
- كريستيان فورشتيغوت غيلرت على موقع ميوزك برينز (الإنجليزية)
- كريستيان فورشتيغوت غيلرت على موقع أول ميوزيك (الإنجليزية)
- كريستيان فورشتيغوت غيلرت على موقع ديسكوغز (الإنجليزية)